# Vinflaska

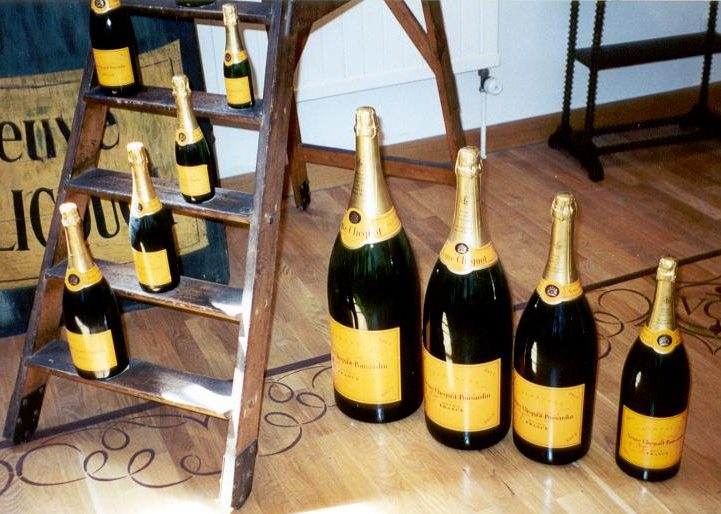
Champagneflaskor från Veuve Clicquot. Från vänster till höger på stegen: magnum, helflaska, halvflaska, kvartsflaska. På golvet: Balthazar, Salmanazar, Methuselah, Jerovam.

Vinflaskor har namn efter ett antal olika standardstorlekar. Den vanligaste är helflaska, alltså 75 centiliter eller 750 ml, men även flaskor på 187 ml, 375 ml, 500 ml, 1 liter och 1,5 liter är relativt vanligt förekommande. Endast en bråkdel av världens totala vinproduktion säljs på flaskor större än 1,5 liter.

## Sprit- och ölflaskor
För spritdrycker avser helflaska numera vanligen 70 centiliter (700 ml). Smeknamn som "hela" eller "helrör" förekommer också på denna flaskstorlek. Helflaskor sprit på 750 ml, samma som för vin, infördes i Sverige i samband med motbokens avskaffande, men är numera ovanliga. Halvflaskor av sprit är vanligen på 350 ml. Flaskstorlekarna som 200 ml, 250 ml och 500 ml förekommer också.
Före 1955 var 500 ml och 1000 ml standardstorlekar för spritflaskor i Sverige. Tidigare användes främst 1/6, 1/4, 1/2 och 1 liter. Före 1880 var halvstop (654 ml) standardstorlek som flaska för de flesta våta varor, vilket påverkat att ölflaskans standarstorlek blev 2/3 liter, av vilken senare halvflaskan om 1/3 liter (hos moderna flaskor 330 ml) kom att bli den vanligaste. Även 1/6 liter förekom, främst för porter, se knoppflaska.

## Lista över flaskstorlekar för vin
| Flaskans namn | Champagne | Bordeaux | Bourgogne | Volym i liter | Noter                 |
| ------------- | --------- | -------- | --------- | ------------- | --------------------- |
| Picolo        | ¼         | -        | -         | 0,1875        | "liten" på italienska |
| Chopine       | -         | ⅓        | -         | 0,250         |                       |
| Demi          | ½         | ½        | ½         | 0,375         | "halv" på franska     |
| Standard      | 1         | 1        | 1         | 0,750         |                       |
| Magnum        | 2         | 2        | 2         | 1,5           | sedan 1940-talet      |
| Marie Jeanne  | -         | 3        | -         | 2,25          |                       |
| Dubbel Magnum | -         | 4        | -         | 3,0           |                       |
| Jeroboam      | 4         | 6        | 4         | 3,0/4,5       | efter Jerovam         |
| Rehoboam      | 6         | -        | 6         | 4,5           | efter Rehabeam        |
| Imperial      | -         | 8        | -         | 6,0           |                       |
| Methuselah    | 8         | -        | 8         | 6,0           | efter Metusalem       |
| Salmanazar    | 12        | -        | 12        | 9,0           | efter Salmanassar V   |
| Balthazar     | 16        | 16       | 16        | 12,0          | efter Balthasar       |
| Nebukadnessar | 20        | 20       | 20        | 15,0          | efter Nebukadnessar   |
| Melchior      | 24        | 24       | 24        | 18,0          | efter Melchior        |
| Solomon       | 27        | -        | -         | 20,0          | efter Salomo          |
| Sovereign     | 33⅓       | -        | -         | 25,0          |                       |
| Primat        | 36        | -        | -         | 27,0          |                       |
| Melchizedek   | 40        | -        | -         | 30,0          | efter Melkisedek      |

## Andra flasktyper
- Fiasco är en kort, tjock vinflaska klädd i bast. Den har traditionellt använts till viner från det italienska vindistriktet Chianti.[6]
- Damejeanne är en stor glasflaska, vanligen över 10 liter, som historiskt har använts för transport av vin och andra vätskor. Den har ofta ett skyddande hölje av trä eller korg.